# Equus africanus
Equus africanus es una especie de équido a la que pertenecen tanto los burros domésticos como los asnos salvajes africanos. Los ejemplares salvajes presentes en los países del Cuerno de África están en grave peligro de extinción. La subespecie somalí (E. a. somalicus) presenta las patas rayadas de forma similar a las de las cebras, mientras que la subespecie nubia (E. a. africanus) no tiene estas rayas y, en cambio, presenta una cruz oscura en la espalda. Las variedades domésticas (E. a. asinus), aunque globalmente aún no están en peligro, se encuentran en regresión desde la aparición de la maquinaria agrícola moderna.

## Taxonomía
El primer nombre científico que se publicó para los asnos salvajes africanos fue Asinus africanus, por Fitzinger en 1858, pero se considera un nomen nudum. El nombre Equus taeniopus, dado por von Heuglin en 1861, se rechazó por sospechas de que se basaba en un ejemplar tipo híbrido entre asno doméstico y salvaje somalí que no se conserva. Por lo tanto el primer nombre aceptado fue Asinus africanus de von Heuglin & Fitzinger en 1866, cuyo tipo se describió a partir de un cráneo de una hembra adulta encontrado por von Heuglin cerca del río Atbara, Sudán, que está actualmente en el Museo Nacional de Historia Natural de Stuttgart, catalogado como MNS 32026.
Las dos subespecies silvestres reconocidas son el asno salvaje nubio Equus africanus africanus (von Heuglin & Fitzinger, 1866), y el asno salvaje somalí Equus africanus somalicus (Noack, 1884).
Desde un principio los burros domésticos y los asnos salvajes africanos fueron clasificados como especies diferentes, Equus asinus y Equus africanus respectivamente durante mucho tiempo. Al demostrarse que los asnos domésticos y los salvajes africanos, pertenecían a una misma especie debía asignársele un único nombre científico. Generalmente en casos como éste se aplicaría el principio de prioridad usado en la nomenclatura científica, que establece que debe permanecer como nombre específico el primero en haber sido registrado, siendo asinus el más antiguo. Pero la Comisión Internacional de Nomenclatura Zoológica determinó en 2003 en la opinión 2027 que los asnos domésticos, al igual que otras 17 especies de animales domesticados, debían nombrarse como su variedad salvaje, Equus africanus, para evitar la paradoja de que los linajes anteriores (los silvestres) fueran nombrados como subespecies de sus descendientes. Por lo tanto el nombre específico que prevalece para todas las variedades, salvajes y domésticas, es Equus africanus, quedando el término asinus para el nombre trinomial que designa a la subespecie doméstica.
Los asnos se clasifican dentro del orden de los perisodáctilos, perteneciendo a la familia de los équidos y a su único género superviviente, Equus al que también pertenecen el caballo (Equus ferus caballus), el onagro o kulán (Equus hemionus), el kiang (Equus kiang) y las cebras.

### Subespecies
- Equus africanus africanus (asno salvaje nubio)
- Equus africanus asinus (asno doméstico o burro)
- Equus africanus atlanticus (asno salvaje de Atlas) †
- Equus africanus somalicus (asno salvaje somalí)

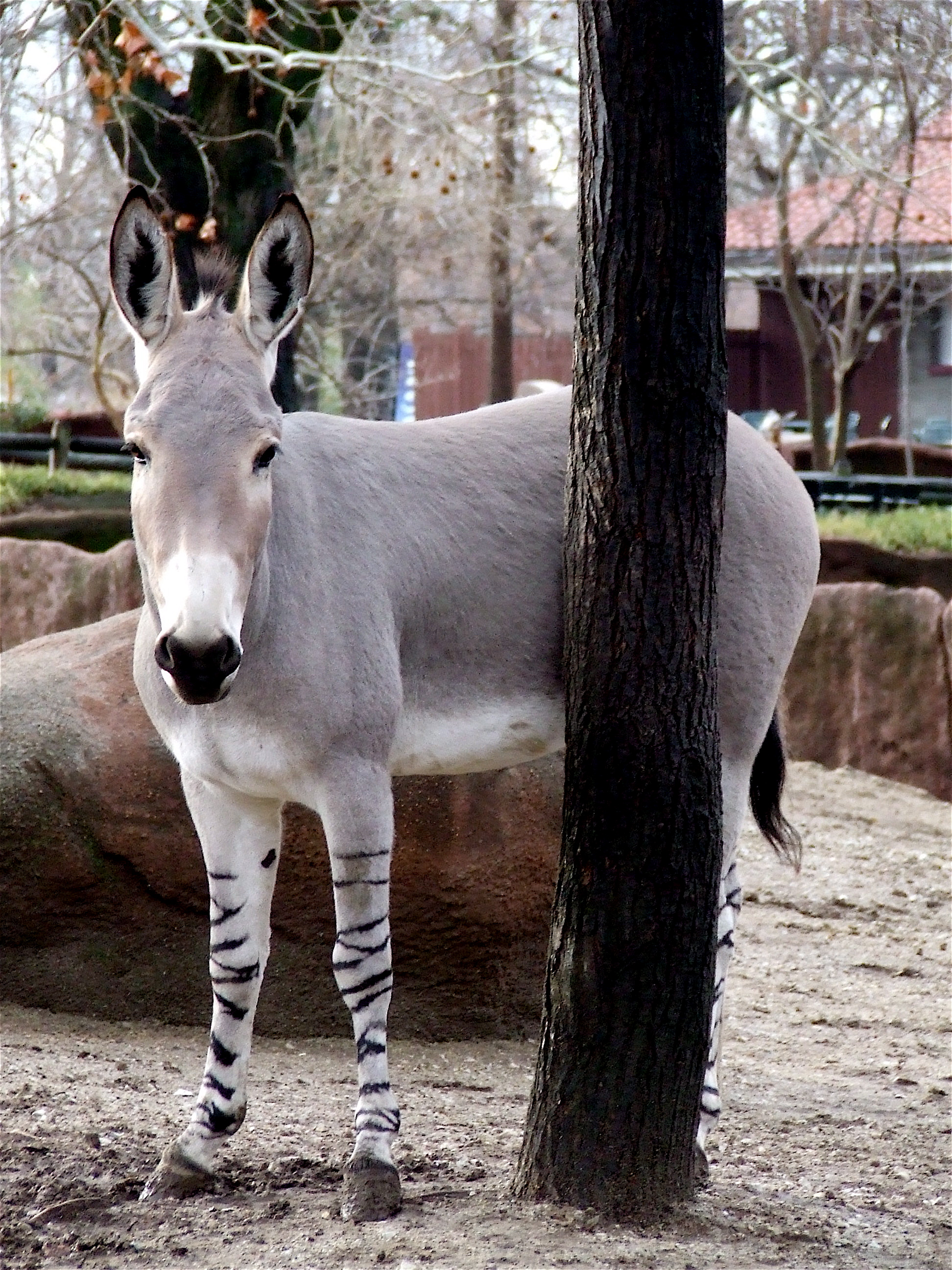
Solamente la subespecie E. africanus somalicus tiene las patas rayadas.

## Descripción

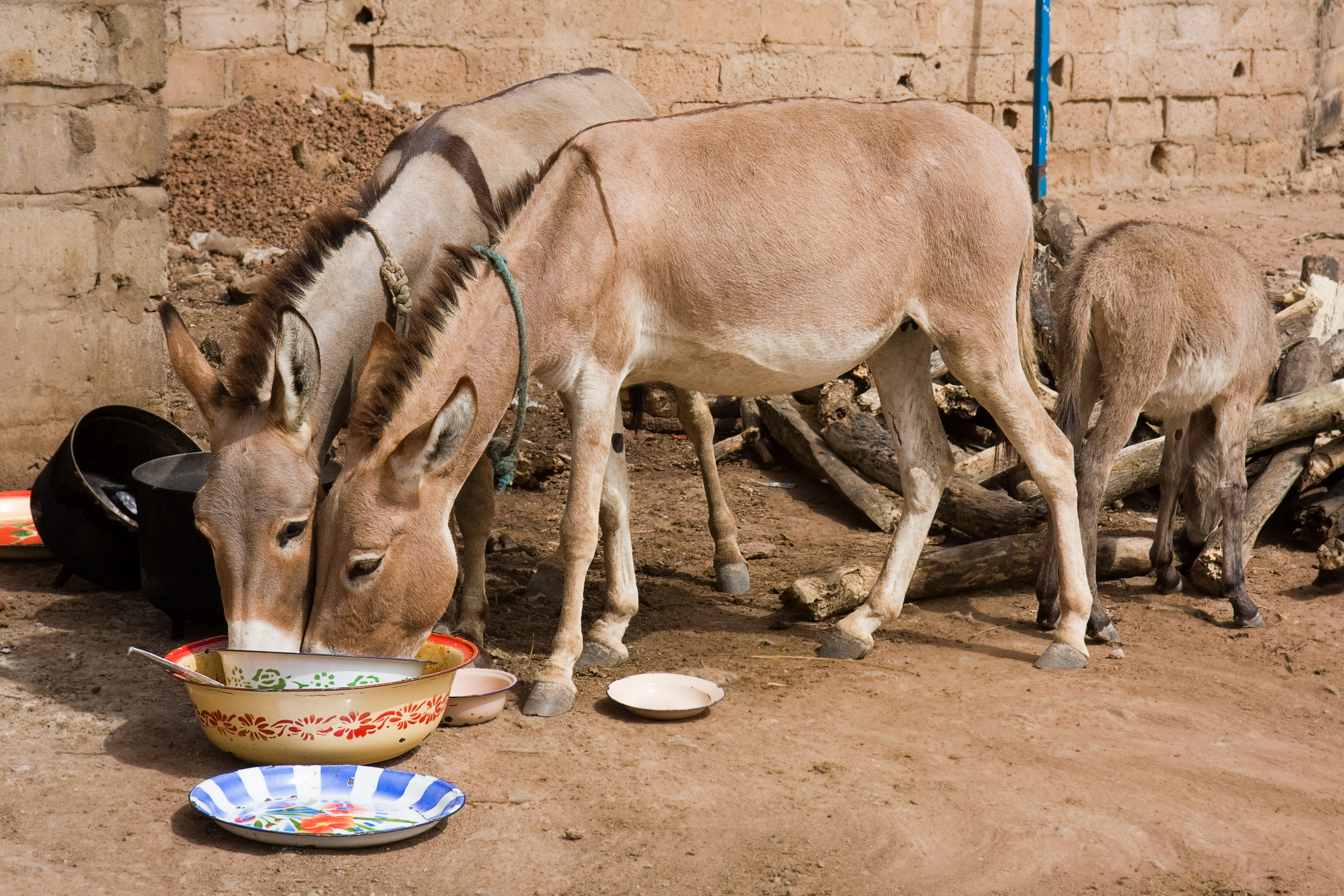
Burros domésticos con el mismo patrón de color que E. a. africanus, con su característica cruz oscura en la espalda.

Los asnos salvajes africanos miden 2 m de largo y tienten entre 1,25 y 1,45 m de altura hasta la cruz, con una cola de 30 a 50 cm. Pesan entre 230 y 275 kg. Tienen el pelo corto y suave cuyo color va del gris claro al beige, que se difumina rápidamente hacia el blanco en las zonas inferiores y las patas. Todas las subespecies silvestres pueden tener una franja oscura y estrecha que recorre longitudinalmente la espalda, los asnos salvajes nubios y muchos burros domésticos tienen además otra franja transversal a la altura de los hombros. Los asnos salvajes somalíes E. a. somalicus tienen las patas rayadas horizontalmente, de forma similar a las cebras. Sus crines, cuyos pelos son de color gris en la base y negro en el extremo, son duras y permanecen tiesas. Tienen las orejas grandes y sus bordes son negros. Su cola termina en un mechón de pelo negro. Sus cascos son estrechos y aproximadamente del mismo diámetro que la pata.

## Hábitat

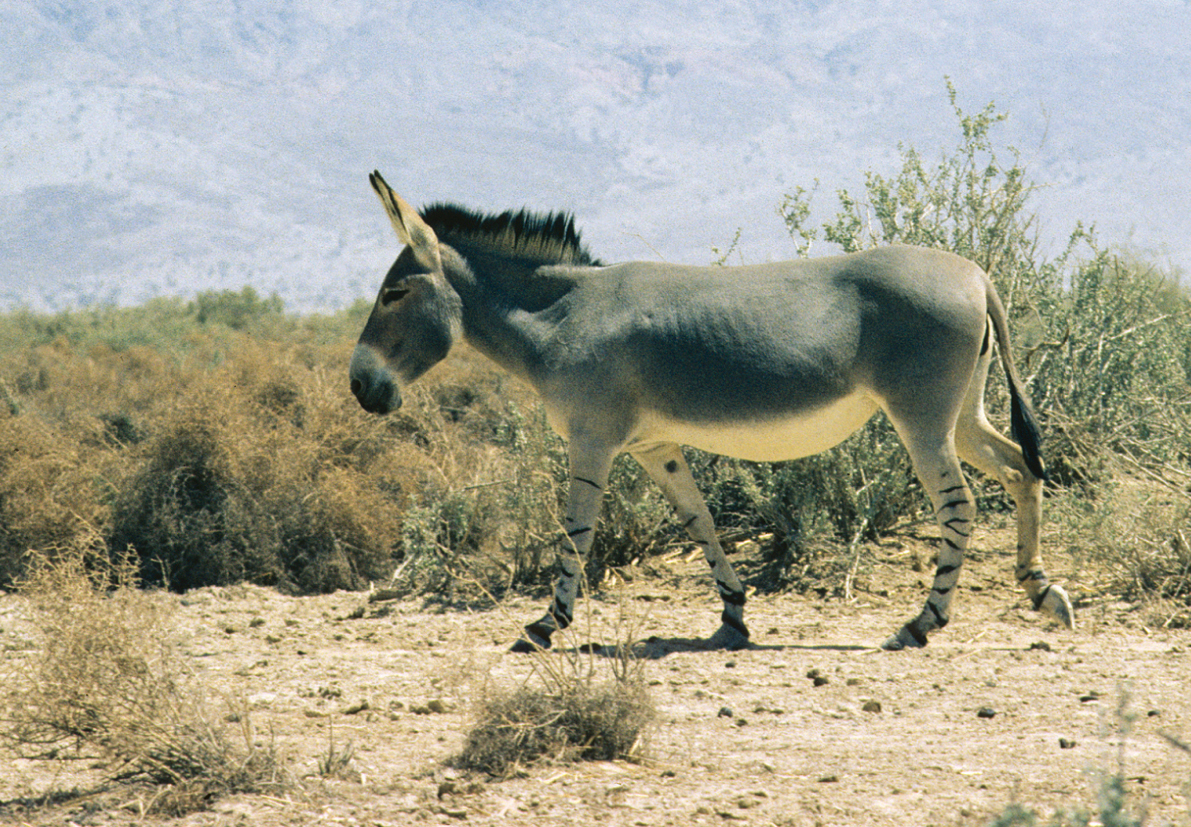
Asno salvaje en Eritrea.

Los asnos salvajes africanos están adaptados para vivir en los desiertos y semidesiertos. Tienen sistemas digestivos muy resistentes que les permiten digerir la vegetación desértica y extraer eficazmente agua de ella. Pueden mantenerse sin beber agua bastante tiempo. Sus largas orejas les proporcionan un excelente sentido del oído y además les permiten disipar su calor corporal. Debido a la escasez de vegetación de su entorno los asnos salvajes viven bastante separados unos de otros (excepto las madres y sus crías), a diferencia de los caballos salvajes que viven en manadas con fuertes lazos de unión. Pueden emitir sonidos muy altos, que pueden oírse a mucha distancia, a más de 3 km, lo que les puede ayudar a mantenerse en contacto en los amplios espacios abiertos de los desiertos.

## Comportamiento
Los asnos salvajes se muestran activos principalmente durante las horas más frescas, las primeras de la mañana y el atardecer; el resto del día se refugian en la sombra. Son veloces y se mueven con paso seguro en su duro y rocoso hábitat, llegando a los 50 km/h. Los machos adultos defienden sus grandes territorios, de unos 23 km², marcándolos con cúmulos de excrementos, que resultan marcadores olfativos eficaces en terrenos planos y monótonos. Debido al gran tamaño de los territorios el macho dominante no puede excluir totalmente a otros machos, es más, los intrusos son tolerados y tratados como subordinados, aunque mantenidos lo más lejos posible de las hembras residentes. Al detectar la presencia de hembras en celo los machos rebuznan a gran volumen.
Los asnos salvajes corren velozmente, casi tan rápido como un caballo, aunque a diferencia de otros ungulados su tendencia no es huir de inmediato de una situación potencialmente peligrosa, sino que primero investigan para decidir qué hacer. Cuando es necesario se defienden tanto dando coces con las patas traseras como pateando con las delanteras.

## Estado de conservación
Aunque la especie globalmente no se encuentre en peligro de extinción, debido a que la cabaña de burros domésticos aún es abundante, las poblaciones de las dos subespecies salvajes se encuentran en peligro crítico de extinción. Los asnos salvajes africanos han sido capturados para ser domesticados durante siglos, y por ello y por la hibridación con los domésticos, las poblaciones salvajes puras pueden disminuir su número o desaparecer. Actualmente, solo quedan unos pocos cientos de individuos en la naturaleza. Estos animales también son cazados para consumir su carne y usados en la medicina tradicional tanto en Etiopía como en Somalia, donde las guerras civiles han ocasionado que el número de armas de fuego en circulación aumentara. La competencia con el ganado doméstico por los pastos, la disminución de su acceso al agua causado por el desarrollo agrícola suponen sus amenazas para la supervivencia de la especie. Los asnos salvajes africanos están protegidos por las leyes de los países en los que todavía se encuentran, aunque la pobreza y la inestabilidad de estos países hacen que sea difícil aplicar medidas de protección.
Existe una población protegida de la subespecie somalí en la reserva natural Yotvata Hai-Bar en Israel, al norte de Eilat. Esta reserva se estableció en 1968 con el objetivo de reforzar las poblaciones de especies desérticas en peligro. Las poblaciones de caballos y asnos tienen bastante capacidad de recuperación, y si se protegen de forma adecuada pueden recobrarse bien desde las actuales tasas bajas.
Las poblaciones de burros domésticos todavía son abundantes en los países en desarrollo donde se usan en las labores agrícolas y como transporte de mercancías, pero en los países ricos sus poblaciones se han reducido drásticamente estando localmente en peligro de extinción.